# Monte Raschio

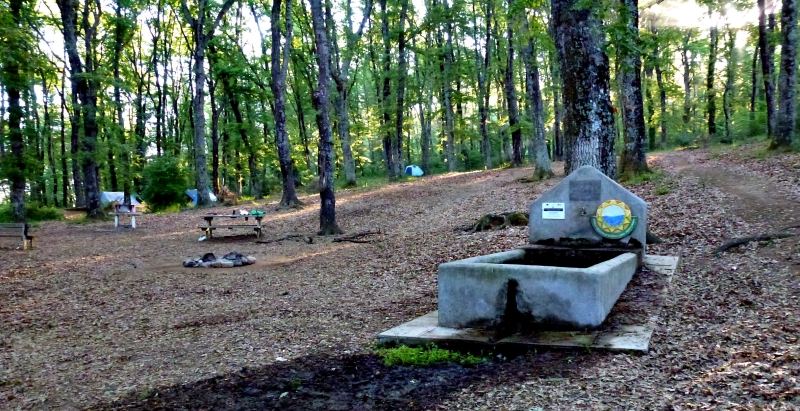
Area picnic della Cerratina

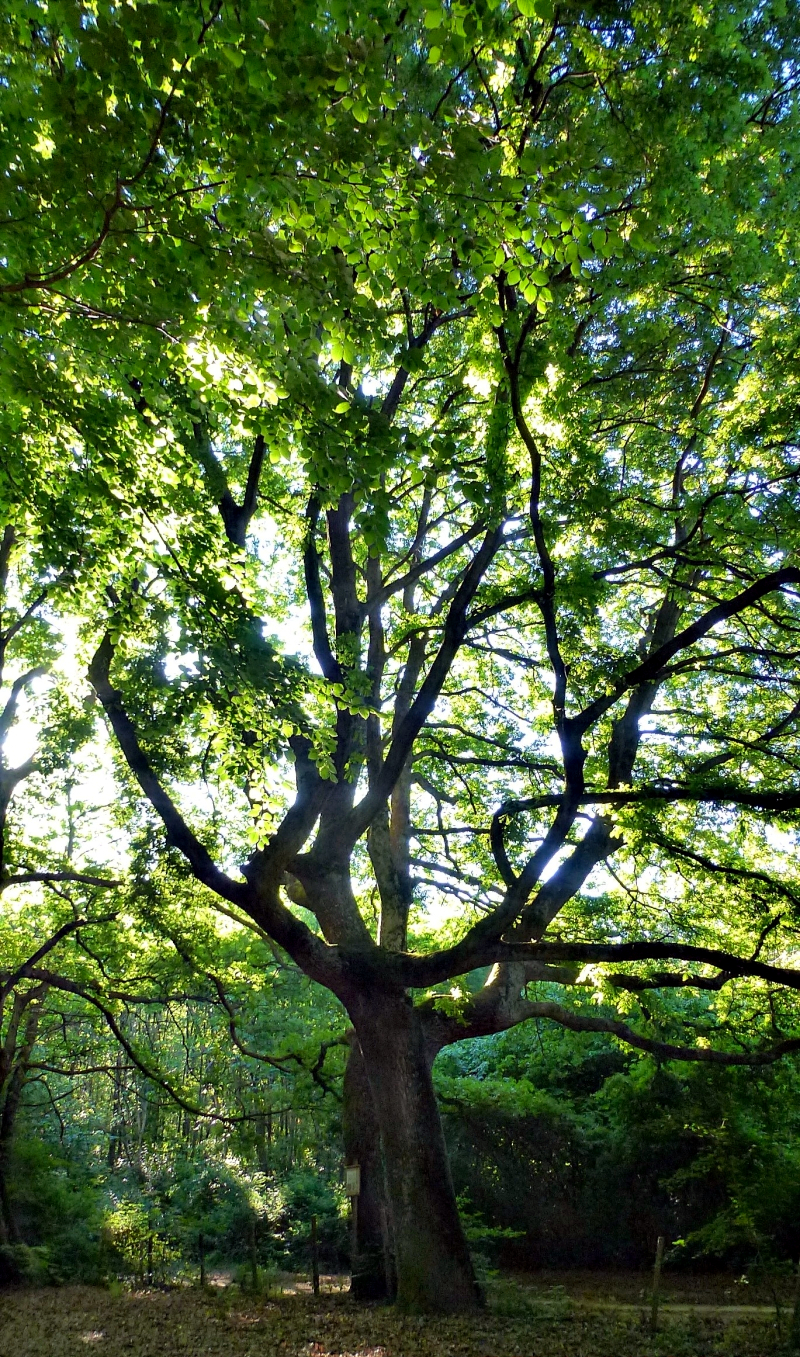
Il "Cerrone"

Monte Raschio (552 m. s.l.m.) è un monte appartenente al gruppo montuoso dei monti Sabatini. Posto nel comune di Oriolo Romano in provincia di Viterbo all'interno del Parco naturale regionale di Bracciano-Martignano, è un complesso forestale demaniale esteso circa 150 ha, trasferito dall’ex-ASFD (Azienda di Stato per le Foreste Demaniali) alla Regione Lazio verso la fine degli anni 70.

## Geologia
Monte Raschio è costituito da dei coni di scorie, in particolare tufo e pozzolana, risultato finale dell'attività erutiva dell'antico vulcano Sabatino entrato in attività iniziata circa tra i 600.000 anni fa ed esaurita intorno ai 40.000 anni fa.

## Storia
Da documenti risalenti alla fondazione di Oriolo Romano nel Cinquecento il luogo era chiamato Monteraschi ed era di proprietà della famiglia Santacroce che lo utilizzava come pascolo.
Per secoli ha rappresentato una importante risorsa economica locale derivante dai diritti di uso civico di legnatico degli aventi diritto e dalla produzione del carbone vegetale; gli ultimi interventi boschivi sul faggio risalgono alla fine degli anni ’50 quando ancora la proprietà era della famiglia Altieri..
Nella faggeta sono ancora evidenti in alcune depressioni i siti delle antiche carbonaie, in particolare i resti di una delle più grandi e della mulattiera si trovano a nord dell’area protetta al confine tra le località “Crocetta” e “Poggio carrarecce”. 
Altra importante attività economica era lo sfruttamento dei materiali vulcanici: fino agli anni '60, infatti, nel versante sud della faggeta, era attiva una cava a cielo aperto di “bruciore”, un particolare lapillo tufaceo di colore rossastro utilizzato per la pavimentazione delle carrarecce.

## Ambiente
Il territorio del complesso forestale è inserito in due aree protette:
- SIC IT6010034 Faggete di monte Raschio e Oriolo: il SIC insiste nei comuni di Oriolo Romano e Bassano Romano comprendente al suo interno il sito UNESCO della Faggeta vetusta depressa di Monte Raschio.[3] Il SIC è una foresta di faggio  che si estende per 712 ha.
- Faggeta vetusta depressa di Monte Raschio: sito UNESCO patrimonio naturale dell'umanità.[6] È una foresta di faggio con una estensione di 74 ha.

Gli habitat presenti a Monte Raschio classificati dalla Direttiva Habitat per la determinazione dei siti Natura 2000 sono:
- 9210 Faggeti degli Appennini con Taxus e Ilex (74 ha);
- 9260 Boschi di Castanea sativa (55 ha Buffer Zone).

## Escursionismo
Dal centro di Oriolo Romano seguendo un facile percorso escursionistico di 8 km, il Sentiero Monte Raschio CAI 175C,  è possibile arrivare alla vetta di Monte Raschio;